# Artorima erubescens
Artorima erubescens là một loài thực vật có hoa trong họ Lan. Loài này được (Lindl.) Dressler & G.E.Pollard mô tả khoa học đầu tiên năm 1971.

## Hình ảnh

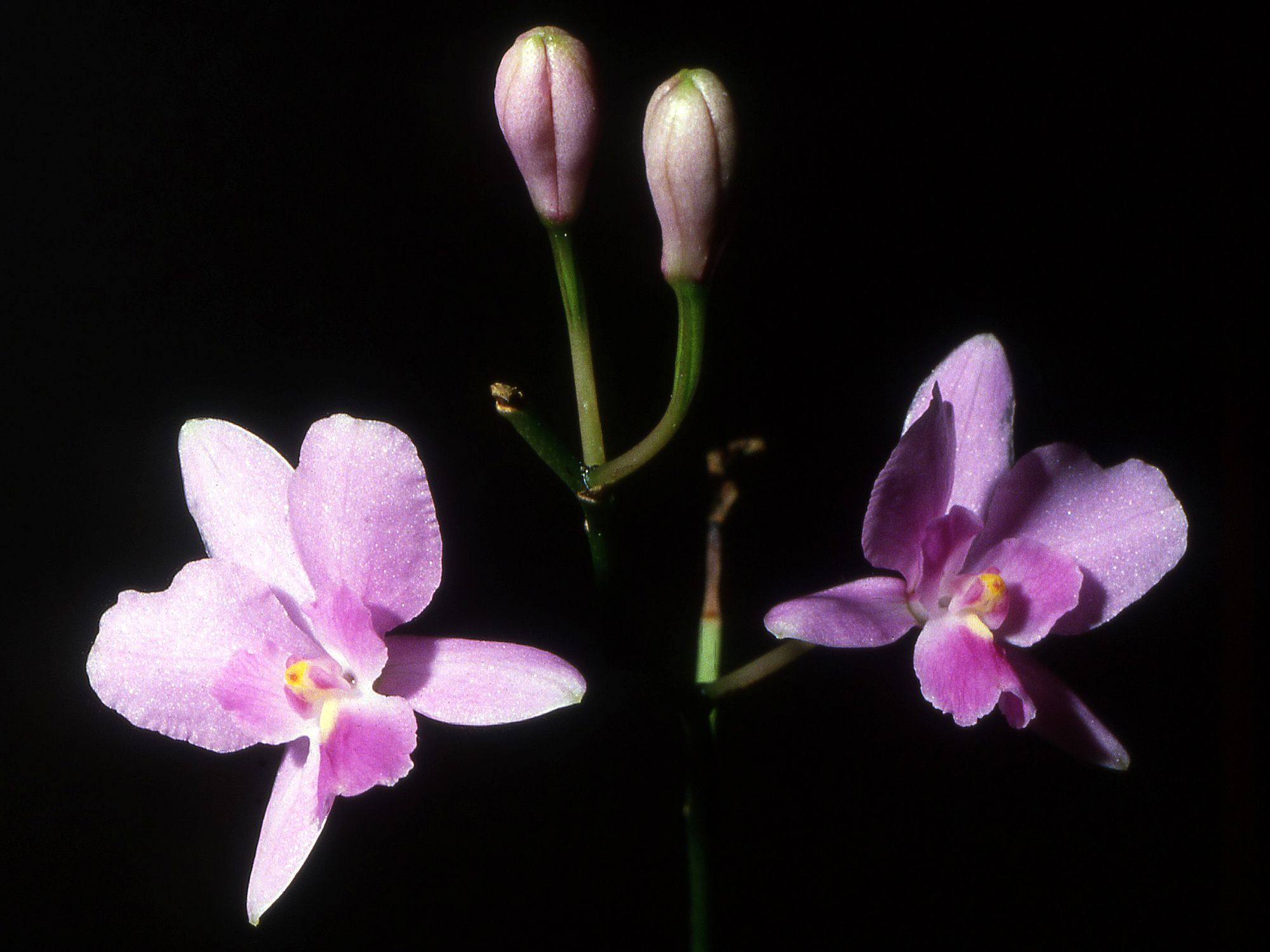
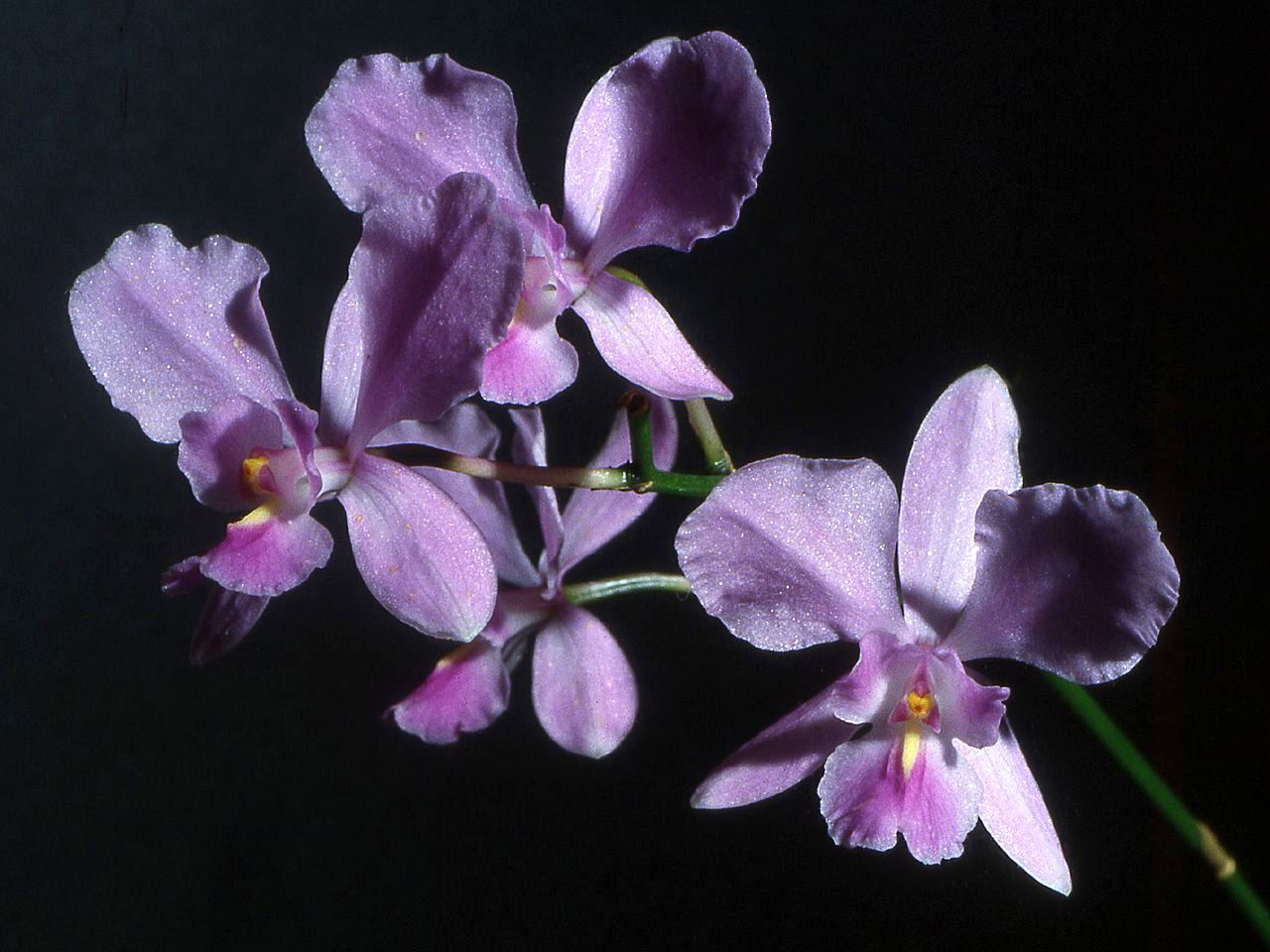
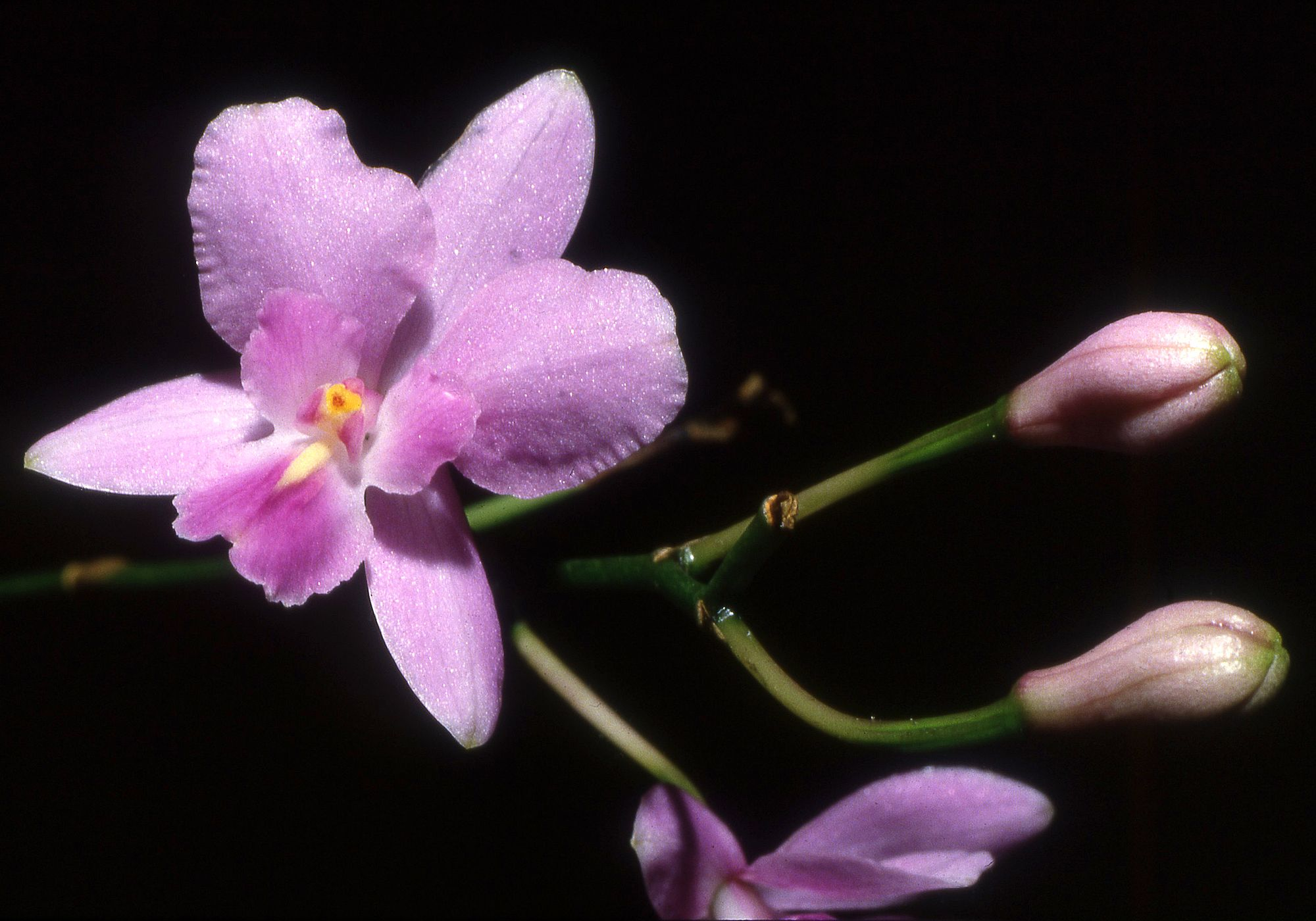
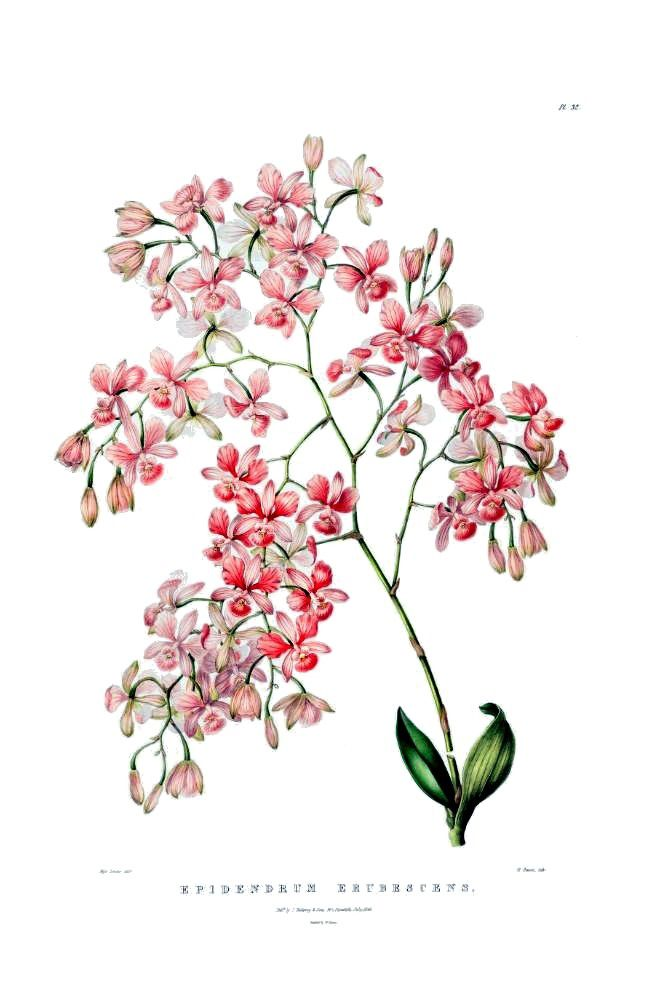